# Font de les Besses
|  | Per a altres significats, vegeu «Font de les Besses II». |

La Font de les Besses és un jaciment arqueològic al terme de la Pobla de Cérvoles, (Les Garrigues), inclòs a l'Inventari del Patrimoni Arqueològic i Paleontològic de Catalunya.
El jaciment es vincula amb un context d'explotació agropecuària. Està ubicat en terrenys agrícoles a la vall del riu Set, on predomin en conreus amb ametllers, cereals i fruiters. Cronològicament es pot acotar des del Paleolític Mitjà fins al Neolític.
El Grup d'Investigació Prehistòrica de la Universitat de Lleida va dur a terme l'any 2003 una prospecció de tipus preventiu per encàrrec de l'empresa Regs de Catalunya S.A. (REGSA). Anna Colet Marcé va ser la directora d'aquesta intervenció arqueològica.
L'objectiu era determinar l'afectació del Pla Espacial Urbanístic de Reserva del Sòl (PEURS) per a l'establiment del sistema de regadiu del canal Segarra-Garrigues, presentat pel Departament d'Agricultura, Ramaderia i Pesca de la Generalitat de Catalunya. Com a resultat d'aquesta prospecció es van localitzar diversos jaciments arqueològics inèdits fins al moment, entre els quals estava la Font de les Besses.

## Troballes
El conjunt de materials recuperats està conformat per un nucli i dues ascles de sílex. Aquestes restes lítics presenten abundants superfícies corticals i estan força patinats. S'ha plantejat que, per la nul·la presència de materials ceràmics en aquest conjunt, el jaciment es pot establir entre el Paleolític mitjà i el Neolític. Tampoc es van trobar estructures associades a aquestes restes materials.
Les tasques de prospecció en la zona on es troba el jaciment arqueològic han permès registrar una gran quantitat de vestigis d'època prehistòrica (restes lítiques tallades). La zona quedarà totalment afectada per la construcció d'un nou embassament.